# Бешикташ (стадион)
«Бешикташ» (тур. Beşiktaş Park — «Бешикташ Парк»), спонсорское название «Тупраш» (тур. Tüpraş Stadyumu) — многофункциональный стадион, расположенный в турецком городе Стамбуле. Домашняя арена футбольного клуба «Бешикташ». Вместимость — 41 903 зрителя.

## История
С 1947 года футбольный клуб «Бешикташ» играл на стадионе «Инёню», который к началу XXI века устарел и морально и технически. Вопрос строительства нового современного стадиона для клуба был поставлен на повестку в 2004 году. Но так как возведение нового стадиона планировалось на месте стадиона «Инёню», имевшего статус исторического памятника, начало строительство было отложено на несколько лет в связи со сложной и длительной процедурой получения разрешений на строительство. Работы по сносу «Инёню» начались 2 июня 2013 года, после окончания игр Суперлиги 2012/2013. 23 июня 2013 года ходе демонтажа стадиона было обнаружены руины исторических зданий; работы по демонтажу были приостановлены. В ходе обследования археологами было выяснено, что руины невелики и не представляют большой исторической ценности, после чего 26 июня работы по демонтажу «Инёню» возобновились. 20 августа 2013 года между футбольным клубом «Бешикташ» и турецким подразделением телекоммуникационной компании «Vodafone» был подписан спонсорский договор сроком на десять лет, согласно которому новый стадион получил название «Водафон Арена» (тур. Vodafone Arena).
Ориентировочная стоимость строительства нового стадиона составила около 80 миллионов долларов США.
Церемония открытия нового стадиона состоялась 10 апреля 2016 года. В мероприятии приняли участие высокопоставленные политические и государственные деятели Турции, в частности, президент Реждеп Эрдоган, премьер-министр Ахмет Давутоглу, бывший президент Абдуллах Гюль, а также гости из мира спорта, культуры и бизнеса. Для массового зрителя стадион был открыт 11 апреля 2016 года матчем турецкой Суперлиги «Бешикташ» — «Бурсаспор» (3:2). 
После того, как в мае 2017 года президент Турции Реджеп Эрдоган потребовал убрать слово «арена» из названий стадионов, 3 июня 2017 года стадион был переименован в «Водафон Парк» (тур. Vodafone Park). После истечения летом 2023 года спонсорского контракта с Vodafon, стадион получил название «Бешикташ Парк». 25 сентября 2023 года было объявлено о подсписании нового спонсорского контракта с турецкой нефтяной компаний Tüpraş, согласно которому стадион получил название «Тупраш».
В августе 2019 года на стадионе прошёл матч за Суперкубок УЕФА, в котором «Ливерпуль» обыграл «Челси» в серии пенальти.